# Battlefield 1
Battlefield 1 is een first-person shooter ontwikkeld door EA DICE. Het spel werd uitgegeven door Electronic Arts en kwam op 21 oktober 2016 uit voor PlayStation 4, Windows en Xbox One. Het spel speelt zich af in de Eerste Wereldoorlog. De eerst uitgegeven trailer gebruikte een door The Glitch Mob aangepast nummer van The White Stripes, namelijk Seven Nation Army. De ontvangst van de bekendmaking van het spel was zeer goed. De onthullingstrailer had dan ook het meeste aantal likes op een computerspeltrailer ooit, namelijk 2 miljoen.
Net als zijn voorgangers is Battlefield 1 een first-person shooter die de nadruk legt op teamwerk. Het speelt zich af in de periode van de Eerste Wereldoorlog en is geïnspireerd op historische gebeurtenissen. Spelers kunnen wapens uit de Eerste Wereldoorlog gebruiken, waaronder schietgeweren, machinepistolen, automatische en semi-automatische geweren, artillerie, vlammenwerpers en gifgas om tegenstanders te bestrijden. Melee-gevechten werden herwerkt, waarbij DICE nieuwe contactwapens zoals sabels, loopgraafclubs en schoppen in het spel introduceerde. Deze slagwapens waren verdeeld in drie groepen: zwaar, middelzwaar en licht.[10] Spelers kunnen ook verschillende gepantserde voertuigen besturen, waaronder lichte en zware tanks, gepantserde vrachtwagens, auto's, torpedoboten, twee- en driedekkervliegtuigen, een gepantserde trein, verkenningsvoertuigen, een dreadnought en een M-klasse zeppelin. als rijpaarden in de strijd. Vernietigbare omgevingen en wapenaanpassing, functies die aanwezig waren in de vorige games, keerden terug in Battlefield 1 en zijn dynamischer. De wereldontwerper van de game, Daniel Berlin, zei dat de campagnemodus grotere en meer open omgevingen heeft dan die in eerdere delen van de franchise, met meer opties en keuzes in termen van paden om levels te voltooien en hoe de gevechten benaderd kunnen worden. Spelers kunnen verschillende personages in de campagne besturen. Als de speler sterft in de proloog, neemt hij de controle over een andere soldaat en rol in plaats van opnieuw te laden vanaf een checkpoint. Deze rollen kunnen variëren van tankschutter tot schutter. In tegenstelling tot zijn voorgangers bevat de game een verzameling oorlogsverhalen, vergelijkbaar met een bloemlezing. De multiplayer-modus van het spel ondersteunt maximaal 64 spelers. Het nieuwe teamsysteem stelt een groep spelers in staat om samen gameservers te betreden en te verlaten.[8] Volgens Berlin zou spelen zonder lid te worden van een squadron het spelen aanzienlijk moeilijker maken. Multiplayer-kaarten zijn gebaseerd op locaties over de hele wereld, waaronder Arabië, het westelijk front en de Alpen. Er kan ook aan het oostfront gespeeld worden met DLC. De game werd gelanceerd met negen kaarten en zes modi, waaronder Conquest, Domination, Operations, Rush, Team Deathmatch en War Pigeons, een modus waarin spelers oorlogsduiven moeten beveiligen en deze moeten gebruiken om een artillerieaanval uit te voeren.